# Nybro statliga allmänna gymnasium och realskola
Nybro statliga allmänna gymnasium och realskola var ett läroverk i Nybro verksamt från 1919 till 1968.

## Historia
Skolan hade sitt ursprung i en femklassig samskola som inrättades på initiativ av komministern i Madesjö församling S. A. Redin, och också under lång tid var skolstyrelsens ordförande. Skolan låg i början i Högsellska huset vid torget i Nybro, men en ny skolbyggnad uppfördes 1905 i Paradisområdet. Skolans första föreståndare var Johnny Roosval, och han efterträddes 1905 av Carl Bodlund som rektor. 1911 övertogs skolan av Högsby kommun och ombildades 1912 till kommunal mellanskola, och fick realexamensrätt 1913. Karl Lindahl blev 1911 skolans rektor, och efterträddes 1916 av Gertrus Strandberg, som förblev rektor till 1923, då hons efterträddes av Eric P:son Svaav. 1944 övertogs skolan av staten som en samrealskola.
Den gamla skolbyggnaden blev snart för liten och en ny uppfördes 1935 och togs i bruk 1936. Ganska snart blev även denna för liten och en ny skolbyggnad stod klar 1955.
Skolan var från 1958 med ett kommunalt gymnasium.
1964 hade gymnasiet helt förstatligats och skolan blev då Nybro statliga allmänna gymnasium och realskola. Skolan kommunaliserades 1966 och namnändrades därefter till Paradsisskolan, varur gymnasiedelen 1969 flyttade till den då nyuppförda Åkrahällskolan . Studentexamen gavs från 1961 till 1968 och realexamen från 1913 till slutet av 1960-talet.